# شاطىء تانجونغ ليسونغ

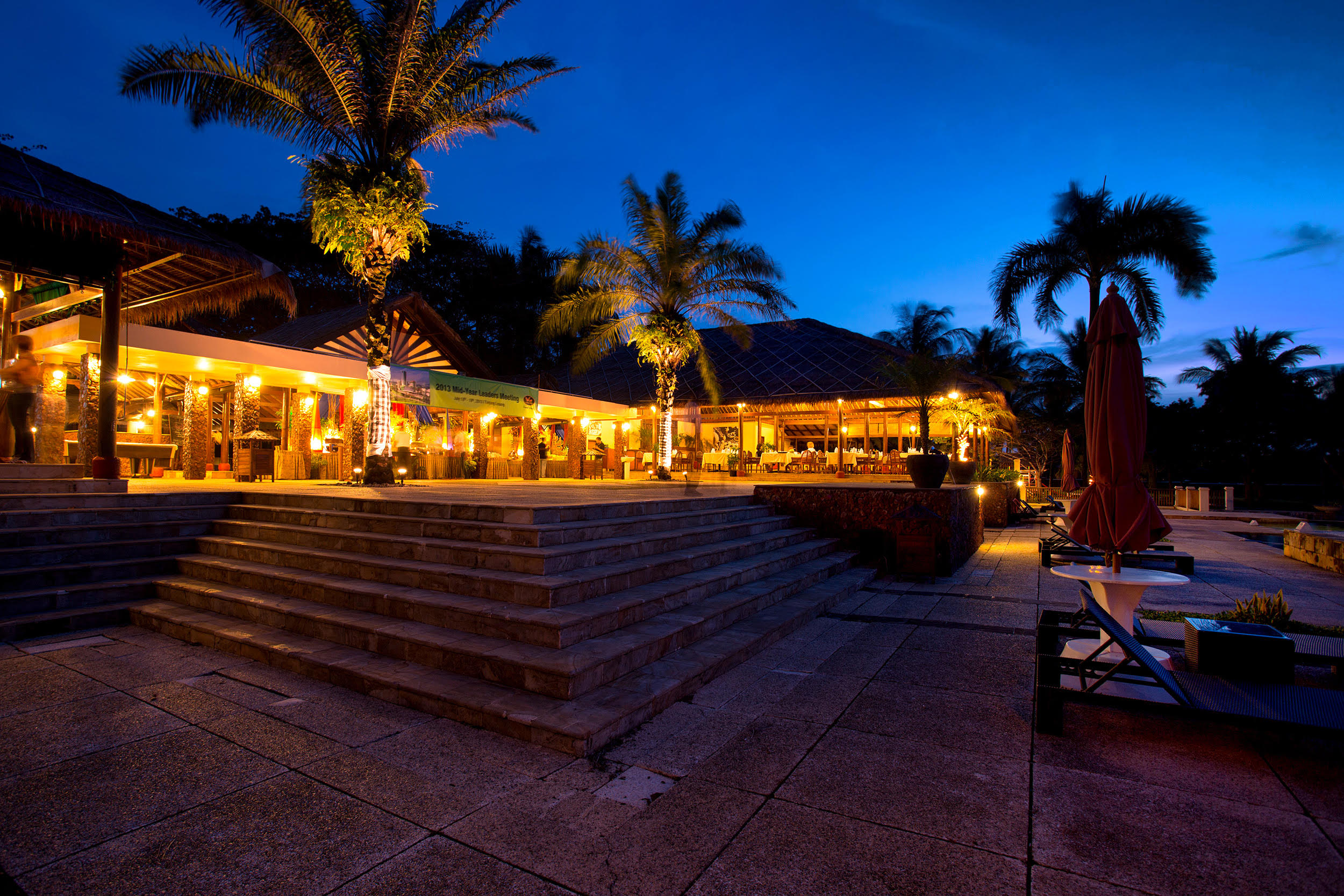
فندق تانجونغ ليسونغ

شاطئ تانجونغ ليسونغ هو شاطئ يقع في باندجلانغ ريجينسي بنتن في الطرف الغربي لجاوة. يقع على بعد 160 كيلومترًا (99 ميل) من عاصمة إندونيسيا جاكرتا، ويمكن الوصول إليه بالسيارة أو الحافلات العامة في حوالي 3-4 ساعات بالسيارة. يُعرف بمنتجع شاطئي مع إطلالات على البحر، وله خط ساحلي رملي أبيض بطول 15 كيلومترًا (9.3 ميل) وكذلك الحياة البحرية حيث يمكن للزوار الاستمتاع بالغطس والغوص وصيد الأسماك. تم إعلان المنطقة على أنها «تراث ثقافي» حيث أن الموقع قريب من منتزه أوجونغ كولون الوطني وجبل كراكاتوا وجزيرة أومانغ.
تم إعلان تانجونغ ليسونغ من قبل الحكومة الإندونيسية كمنطقة اقتصادية خاصة في قطاع السياحة في عام 2012، وأعلنت استعدادها للعمل في 23 فبراير 2015. تتعاون الحكومة مع المطور الخاص مؤسسة التنمية السياحية، وقد استهدفت الحكومة بالفعل تانجونغ ليسونغ المنطقة الاقتصادية الخاصة لتكون قادرة على الوصول إلى مليون سائح من الداخل والخارج في عام 2019 مع استكمال بعض البنية التحتية الداعمة. وهي أيضًا واحدة من الوجهات السياحية الوطنية الخمسين التي نصت عليها وزارة السياحة، وأصبحت أيضًا واحدة من 10 مناطق سياحية ذات أولوية ستعجل الحكومة بتطويرها. تعرض الشاطئ لأضرار جسيمة بسبب تسونامي مضيق سوندا 2018، مع خسائر كبيرة.

## الإقامة
تستهدف الحكومة الإندونيسية مليون زيارة إلى شاطئ تانجونغ ليسونغ. ولتحقيق هذا الهدف دعوت الحكومة مجموعة جابابيكا إلى جانب بعض المستثمرين المحليين والأجانب، لتوفير الوصول إلى وسائل النقل ومرافق الإقامة المناسبة. أماكن الإقامة المتوفرة هي الفنادق والمنتجعات.

## البيئة
كانت تانجونغ ليسونغ كوجهة سياحية غير مطورة سابقًا لمدة 20 عامًا. لم يكن السياح كثيرين بحيث لم يتمكنوا من تعزيز اقتصاد الناس المحيطين بالشاطئ. كان معدل إشغال الفنادق في تانجونغ ليسونغ 25٪ فقط في المتوسط، بينما يجب أن يكون المعدل على قيد الحياة 35٪ - 40٪. لذلك تماشيا مع بناء طريق المرور لسهولة الوصول إلى الموقع يتم تقديم العروض الترويجية والحزم السياحية. العامل الآخر الذي أثقل كاهل الاقتصاد المحلي كان التعليم المنخفض المستوى، وخاصة في مجال السياحة للأشخاص المحيطين بـ تانجونغ ليسونغ. وهكذا أصبحت قضايا التعليم والبنية التحتية محور التمكين الذي ستضطلع به حكومة مقاطعة بنتن. حلان لهذه المشاكل هما بناء مدرسة سياحية وتطوير قرية سياحية داعمة خارج تانجونغ ليسونغ. يفتح التعليم والتدريب الأفضل أيضًا فرصة واسعة للسكان المحليين لملء الوظائف في وحول مرافق تانجونغ ليسونغ. من أجل تحقيق ذلك تعاونت حكومة مقاطعة بنتن مع الحكومة المركزية لبناء مدرسة السياحة وتطوير القرية السياحية لدعم منطقة تانجونغ ليسونغ الخاصة بالكامل.